# Власто, Солон
Со́лон Стилиа́н Дж. Власто́ (англ. Solon Stylien J. Vlasto, имя при рождении — Со́лон Стилиано́с Иоа́ннис Власто́с (греч. Σόλων Στυλιανός Ιωάννης Βλαστός, англ. Solon Stylianos Ioannis Vlasto); август 1852, Эрмуполис, Сирос, Греция — 29 сентября 1927, Париж, Франция) — американский бизнесмен, общественный деятель и издатель греческого происхождения. Будучи соучредителем и редактором газеты «Atlantis» — первой в США успешной и крупнейшей грекоязычной газеты, публиковавшейся в 1894—1973 годах, — являлся, вероятно, самым активным, заметным и влиятельным американским греком начала XX века. Один из основателей греческой общины города Нью-Йорк. Придерживался монархических взглядов, был убеждённым сторонником короля Греции Константина I, в том числе публикуя соответствующие статьи в своей газете. Основатель и сопредседатель первого в Нью-Йорке греческого общества «Афина» (1891). Известен созданием (1892) и усилиями по сохранению независимости первой греческой православной церкви в городе Нью-Йорк (сегодня — Троицкий собор), первым президентом которой он также являлся. Первым осуществил доставку магнезита с греческого острова Эвбея в Америку.
Личность Власто занимала видное место в среде зарождавшейся в Северной Америке греческой общины, хотя он был далеко не первым греком, достигшим берегов этого континента.
Потомок фанариотского рода Властос, игравшего заметную роль в Восточной Римской, Генуэзской, Венецианской и Османской империях вплоть до Хиосской резни (1822).

## Биография

### Ранние годы, семья и образование
Родился в семье Иоанниса Константиноса Власто и Каллирои Псалтоглу.
Иоаннис Константинос Власто родился в 1814 году в Ретимно (Крит, Османская империя). Окончил школу Геннадиоса. После смерти отца вместе с матерью и двумя братьями бежал в Нафплион (Пелопоннес). Позднее перебрался на остров Сирос (Киклады, Эгейское море), где впоследствии стал профессором, преподавал греческий язык и написал множество учебников. В 1858 году король Греции Оттон I отправил ему личное поздравление за работу в сфере образования. Умер в 1869 году.
Каллирои Псалтоглу была родом из Смирны (сегодня Измир, Турция). После смерти мужа вместе с детьми нашла прибежище в Галаце (Румыния), где банкиром работал брат её покойного супруга Джордж Власто.
Солон Власто обучался в средних школах Сироса и Афин.
Оказавшись в возрасте 18 лет в Галаце, в течение двух лет работал в банковском доме своего дяди.
В 1873 году, будучи 21-летним юношей, иммигрировал в США, поселившись в Нью-Йорке.

### Карьера
По прибытии в Нью-Йорк работал на кондитерской фабрике, а позднее в пароходной компании. В итоге вместе со своим братом Димитриосом Дж. Власто (1869—1944) занялся экспортно-импортной торговлей, имея офисы в Нью-Йорке и Бостоне.
В 1830-х годах греческие торговцы начали создавать небольшую, но очень активную общину в городе Нью-Йорк. В 1850—1890-х годах купцы, имевшие родственные связи с дворянскими сословиями острова Хиос, представляли собой наиболее влиятельную силу в среде греческого землячества в Нью-Йорке. Среди самых авторитетных лидеров общины были Солон Дж. Власто, Димитриос Ботасси, Теодор П. Ралли, Энтони П. Ралли, Панделли А. Факири, Панделли И. Факири, Теодор Факири и Пол С. Галатти.
В 1891 году основал греческое общество «Афина», а в 1892 году — первую в Нью-Йорке греческую православную церковь, впоследствии названную Троицким собором. Являлся президентом (главой) этой церкви.
В 1893 году Власто написал мэру Нью-Йорка Томасу Фрэнсису Гилрою с просьбой разместить национальный греческий флаг над городской ратушей в честь празднования Дня независимости Греции, приложив к письму сам флаг. Гилрой дал добро, и в апреле по Нью-Йорку прошла торжественная процессия. Фактически в том году состоялось два отдельных парада, поскольку между членами общества «Афина» произошёл раскол, причиной чему, в свою очередь, послужил конфликт между Вселенским Патриархатом и Церковью Эллады. Одно праздничное шествие прошло по Восьмой авеню, а второе — в Вашингтон-Сквер-парке. Позднее стороны примирились, и с тех пор греческая община Нью-Йорка проводит один ежегодный парад на Пятой авеню.
3 марта 1894 года, став к этому времени преуспевающим торговцем керосином в Нью-Йорке, совместно с братом Димитриосом основал газету «Atlantis». Вплоть до середины 1960-х годов на страницах «Atlantis» печатались, кроме многого прочего, промонархические статьи, направленные на поддержку королевской семьи Греции. В частности, в годы Первой мировой войны Власто отстаивал политику нейтралитета короля Греции Константина I. В противоположность «Atlantis» и роялистам в целом, другая известная ныне существующая грекоязычная газета «The National Herald» поддерживала премьер-министра Греции республиканца Элефтериоса Венизелоса и его стремление вступить в войну на стороне Антанты (см. Греция в Первой мировой войне). Разные взгляды были даже в среде греческой общины США, когда сторонники той или иной политики отдавали предпочтение чтению «Atlantis» или «The National Herald».
20 и 27 апреля 1894 года в городе Аталанди (Фтиотида, Греция) произошло двойное мощное разрушительное землетрясение со множеством жертв. Власто, в то время президент греческого общества Нью-Йорка, разместил сообщение об этой трагедии в газете The New York Times, в котором призвал американских греков и филэллинов оказать помощь в виде пожертвований.
В 1899 году в Нью-Йорке вышла в свет написанная Власто в соавторстве книга на греческом языке под названием «История Соединённых Штатов Америки».
В 1912 году патриарх Константинопольский Иоаким III даровал Власто титул архонта экзарха Великой церкви Христовой (греч. Άρχοντος Γενικού Εξάρχου της Μεγάλης του Χριστού Εκκλησίας), который он использовал для осуществления религиозных полномочий. Когда Власто совершил первую поездку в Европу, он использовал титул и имя «епископ Власто» (англ. Bishop Vlasto).
В 1916 году король Греции Константин I наградил Власто золотым крестом ордена Спасителя за «его длительную службу Греции и грекам Америки».
В 1921 году учредил дочернюю компанию «Atlantis Greek Book», которая, среди прочего, печатала англо-греческие словари для греческой иммигрантской общины.
В 1936 году приветствовал восстановление монархии в Греции и диктаторский Режим 4 августа Иоанниса Метаксаса.
Власто был одним из первых жителей построенного в 1884 году фешенебельного дома «Дакота» на Манхэттене, а в Афинах (Греция) в районе Кифисья на пересечении улиц Пезмазоглу и Э. Бенакиса до сих пор стоит построенная в 1897 году и принадлежавшая ему вилла «Ατλαντίς» («Atlantis», также носит название «Дом Власто»), архитектором которой был Эрнст Циллер.
Поддерживал Республиканскую партию США.
До окнца жизни оставался президентом публиковавшей «Atlantis» компании.
Последние годы жизни провёл в Париже (Франция), где и умер 29 сентября 1927 года в возрасте 75 лет. Похоронен в Сен-Жермен-ан-Ле.

## Личная жизнь
Был женат на Титике Власто. Имел сына.

## Публикации

### Книги
- Ιστορία των Ηνωμένων Πολιτειών της Αμερικής / Σόλωνος Ι. Βλαστού και Νικολάου Γκόρτζη (1908)[25]